# Wavin

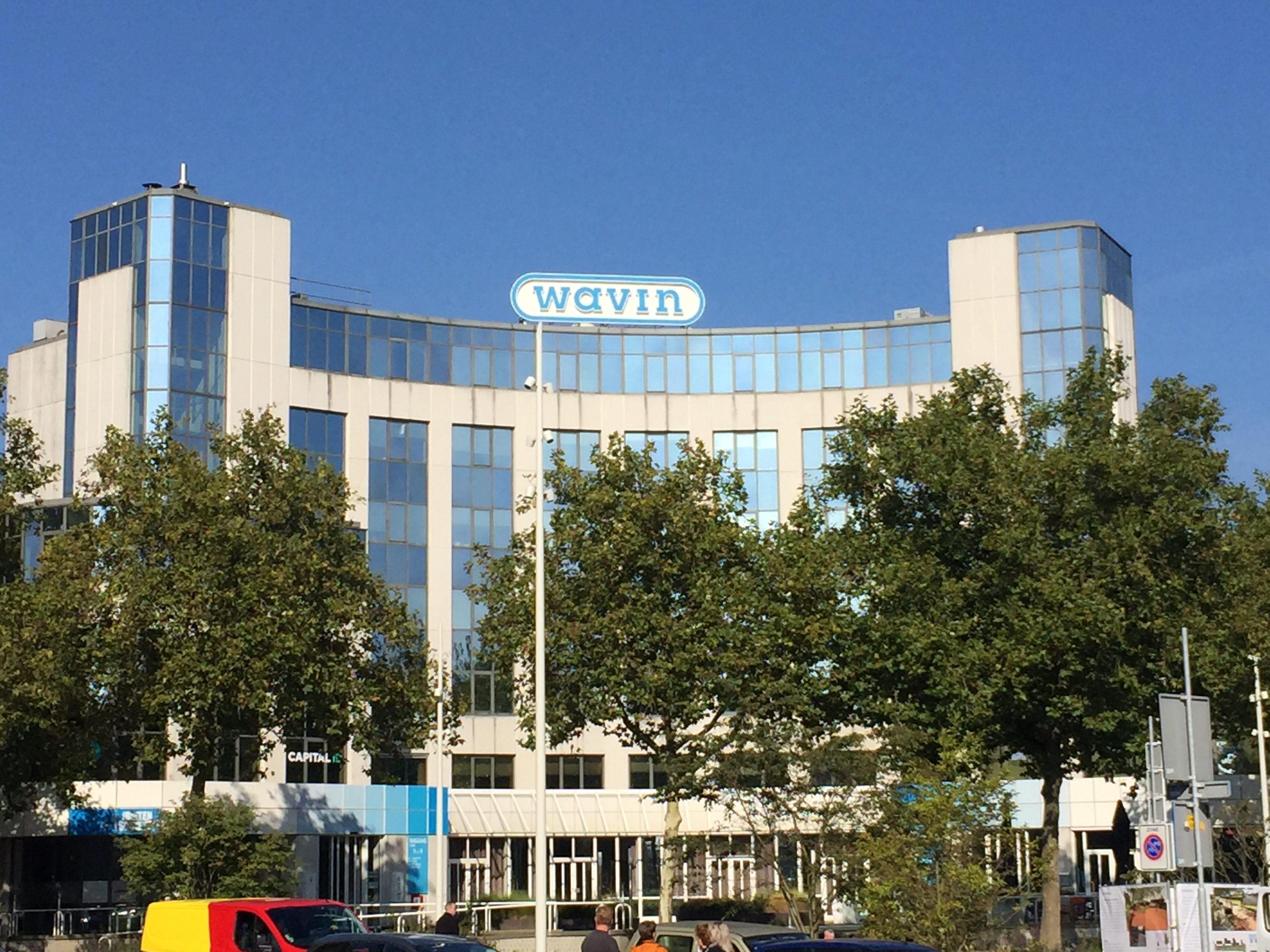
Wavin-kantoor in Zwolle (2021)

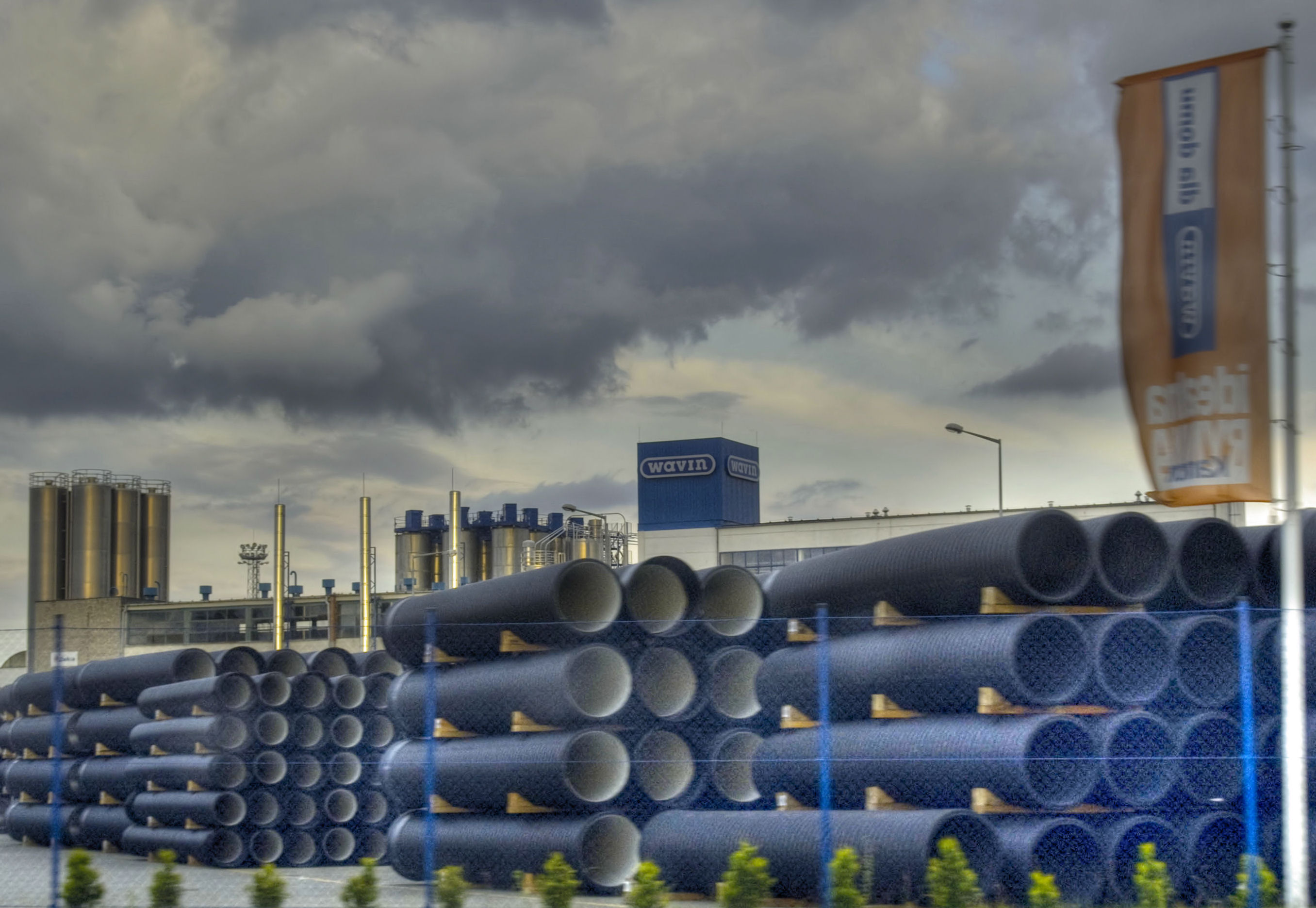
Wavin in Buk, Polen

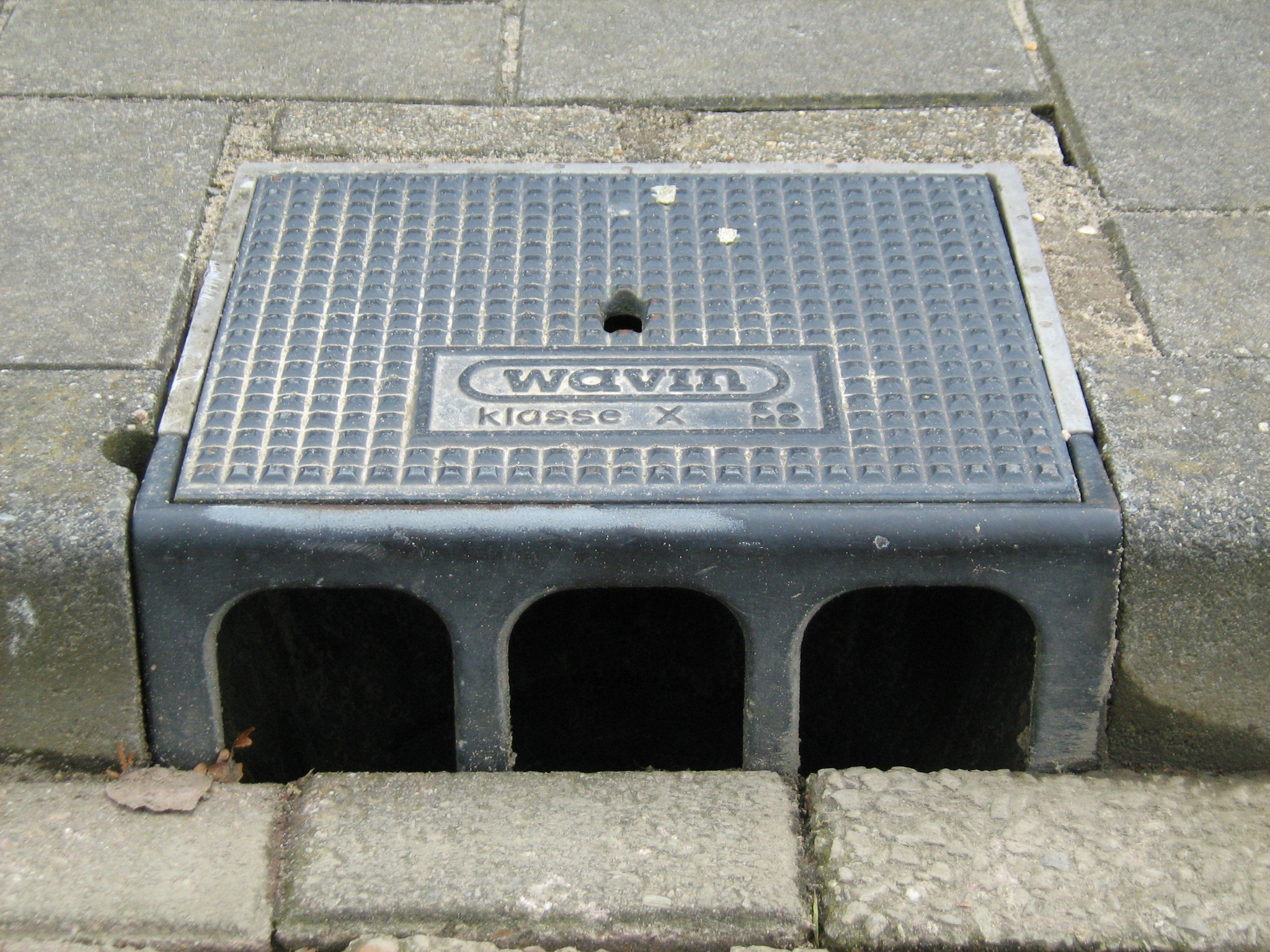
Wavin maakte ook producten zoals straatkolken die aansluiten op hun rioolbuizen.

Wavin is Europees marktleider op het gebied van kunststof leidingsystemen. De naam Wavin komt van WAter en VINylchloride. Wavin werd in 1955 opgericht vanuit de Waterleiding Maatschappij Overijssel (WMO). Het bedrijf heeft vestigingen in 25 landen in Europa en ruim 5500 medewerkers. Buiten Europa werkt Wavin met een netwerk van licentienemers, distributeurs en agenten. In 2014 bedroeg de jaaromzet € 1,2 miljard. In 2012 kwam Wavin volledig in handen van Mexichem.

## Aanleiding en beginfase
De experimenten die ooit begonnen in een eenvoudige werkplaats bij de Waterleiding Maatschappij Overijssel in Zwolle, zijn uitgegroeid tot een multinational.
Begin jaren vijftig was ir. Johan Christiaan Keller (1899-1977) directeur van de Waterleiding Maatschappij 'Overijssel' (WMO). Daarnaast was hij ook lid van de commissie van Wederopbouw, die tot doel had het naoorlogse Nederland zo snel mogelijk uit het puin te doen herrijzen. Zijn Raad van Commissarissen vond dat het water in Overijssel te duur was. Een bureau werd daarom ingehuurd om de oorzaken te onderzoeken en kwam tot de volgende conclusies:
- De vaste kosten zijn te hoog door de uitgebreide werkplaats die de WMO eropna houdt.
- Van het drinkwater dat de WMO verspreidt, bereikt een groot deel nooit de watermeter vanwege lekkage van de gietijzeren leidingen.

## Kunststofleidingen
Johan Keller ging op zoek naar kostendekking voor zijn werkplaats en naar een nieuw type leidingsysteem. pvc-buizen waren toen al bekend. Ze werden namelijk gebruikt voor elektroleidingen. Grotere en sterkere buizen voor watertransport waren echter nog niet uitgevonden. De fabrikant van elektrobuizen voelde er niets voor deze te maken, althans niet voor de prijs die Keller ervoor wilde betalen. Keller ging vervolgens op zoek naar een machine om ze zelf te fabriceren. In Luxemburg vond hij een extruder die het niet deed. Desondanks kocht hij het apparaat. Hij liet het naar Zwolle halen, zette het in zijn werkplaats en daar begonnen de experimenten. Het eerste product was een hete, platte buis. Uiteindelijk ontstond een min of meer rond gat met iets van plastic eromheen. De eerste buis voor waterleiding was geboren.
De medewerkers van de WMO kregen het proces gaandeweg steeds beter in de vingers. Collega-waterleidingbedrijven kregen er lucht van dat in Zwolle prima drinkwaterbuizen werden gefabriceerd die niet konden roesten, en ze toonden veel interesse. Zo ontstond in de werkplaats van de WMO in Zwolle een fabriekje. Fabrikanten van andere buismaterialen vonden echter dat de WMO haar boekje te buiten ging. Ze deden hun beklag bij de Minister van Economische Zaken en Keller werd gesommeerd zijn buizenactiviteiten te staken of ze los te koppelen van de WMO. Dat laatste gebeurde dan ook.

## Oprichting van Wavin
Op 25 maart 1955 besluit WMO tot de oprichting van Wavin. Op 5 augustus 1955 werd Wavin opgericht. Aandeelhouders waren WMO met 50% van de aandelen, Metaalbuizenfabriek Excelsior te Schiedam (48%) en NV Motorenfabriek Thomassen in De Steeg met een klein belang van 2%. Deze laatste was een dochteronderneming van Shell. Het bedrijf werd genoemd naar de producten die het al fabriceerde. Omdat er normen moesten komen voor de plastic buis, werd deze al in een eerder stadium Wavin gedoopt (WAter en VINylchloride). Er bestond in die tijd ook een Elvin-buis voor elektro, door hetzelfde bedrijf gefabriceerd. Naast de buizen begon het bedrijf al snel met de productie van verbindingsstukken, om de buizen lekdicht aan elkaar te koppelen, en allerhande hulpstukken.
Wavin groeide in de daaropvolgende jaren. In 1957 verhuisde het bedrijf naar Hardenberg, waar een nieuwe fabriek werd gebouwd. De fabriek was net klaar, toen de overheid besloot tot een bestedingsbeperking. Op dat moment kwam het nog jonge bedrijf tot de ontdekking dat het wel heel erg afhankelijk was van één soort opdrachtgever. Er stonden machines stil en er waren ideeën genoeg. De nieuwe bedrijfsdirecteur in Hardenberg kwam uit de zuivel en wist dat de melkfabrieken bezig waren met kunststof kratten. Een andere medewerker kwam met het idee dat plastic zakken weleens iets zouden kunnen zijn, en in de werkplaats in Zwolle - die na de opening van de Hardenbergse fabriek dienst ging doen als ontwikkelingsafdeling - werden toen al gordijnrails gefabriceerd om kostendekkend te kunnen werken. Zo raakte het bedrijf verzeild in de diversificaties, die op hun beurt ook weer flink groeiden.
Kort na de formele oprichting van Wavin werden de eerste buitenlandse vestigingen en bedrijven geopend. In Duitsland kwam Wavin GmhB en in Denemarken Nordisk Wavin A/S. Het Deense bedrijf betekende ook de uitbreiding naar andere Scandinavische landen en in 1958 werden verkoopkantoren geopend in Noorwegen en Zweden. In hetzelfde jaar werd Wavin Pipes Ltd opgericht met een vestiging in Dublin en dat gaf gelijk een ingang op de Engelse markt.
Voor Excelsior was de kunststofmarkt geen kernactiviteit en de ambities voor Wavin waren groot. In 1962 verkocht Excelsior het aandelenbelang in Wavin aan Shell, al langere tijd een belangrijke leverancier van de grondstoffen en partner in diverse ontwikkelingstrajecten.
In 1967 nam Wavin een nieuw hoofdkantoor in Zwolle in gebruik. Het markante gebouw, gelegen aan een vijver in de wijk Holtenbroek, was ontworpen door de architect Evert Jelle Jelles. Het werd later beschouwd als een van de beste voorbeelden van naoorlogse bouwkunst in Zwolle. Tegen de voorgenomen sloop, die min 2003 plaats vond, werd door de architect een procedure aangespannen waarbij beroep werd gedaan op de auteurswet 1912 omdat sloop nadelig zou zijn voor zijn naam en positie als architect. De rechtbank wees de eis echter af maar Jelles ging in hoger beroep maar ook de Hoge Raad wees dit af, maar op andere gronden.

## Verfijning
Tot 1973 bleef het bedrijf groeien. Toen diende de eerste energiecrisis zich aan. De tijden van elk half jaar een paar nieuwe machines waren voorbij. Verfijning werd het nieuwe motto. Nieuwe ontwikkelingen waren dan ook:
- buizen en fittingen werden leidingsystemen
- kratten en folie werden verpakkingsoplossingen
- het assortiment werd uitgebreid
- er werd meer aandacht besteed aan marketing
- de techniek werd geraffineerder
- het verbruik van grondstoffen daalde
- de aandacht voor het ontwerp steeg
- bedrukking, milieu, recycling

## Terug naar kernactiviteiten
In 1994 kondigde Wavin aan zich uitsluitend op kunststofleidingsystemen te willen concentreren. Als gevolg hiervan werd de productie en verkoop van foliën, plastic zakken (in Helmond, Lichtenvoorde en Hardenberg), kratten en profielen overgedragen aan diverse aandeelhouders die deze zaken wel tot hun kernactiviteiten rekenden. Wat de glasvezelversterkte buizen betreft werd de productie verkocht, maar is de verkoop in de Benelux nog steeds in handen van Wavin Nederland.
Aanleiding om deze bedrijfsactiviteiten af te stoten was de verwachting dat ook voor die activiteiten snelle groei tot marktleiderschap in Europa noodzakelijk was om mee te kunnen komen in de respectievelijke branches. Een dergelijke groei zou echter dusdanige inspanningen en investeringen vergen dat de vraag gewettigd was of Wavin die op eigen houtje moest en kon opbrengen. Uiteindelijk is ervoor gekozen partners te zoeken die volledig op de diverse markten zijn georiënteerd. Dat gaf de beste garantie voor continuïteit van de verschillende activiteiten en dus voor de werkgelegenheid. Wavin Nederland is teruggegaan naar zijn oorspronkelijke kernactiviteit en is nu een onderneming voor kunststof leidingsystemen en zowel Wavin zelf als de afgestoten onderdelen varen daar wel bij.
De Wavin Groep telde zo'n 6200 werknemers en had vestigingen in 25 Europese landen. De Nederlandse hoofdvestiging bevindt zich in Hardenberg, het Europese hoofdkantoor en de exportorganisatie Wavin Overseas bevinden zich in Zwolle. Het research & development bedrijf Wavin T&I bevindt zich in Dedemsvaart.

## Beursgang en overname Mexichem
In 1999 verkocht Royal Dutch Shell 50% van de aandelen in Wavin aan de Britse durfinvesteerder CVC Capital Partners (CVC). Met de transactie was een bedrag gemoeid van circa 300 miljoen gulden.
Op 13 september 2005 verkochten de provincie Overijssel en 24 gemeenten hun aandelenpakketten in Wavin.
Zes jaar later, in 2005, nam CVC, samen met AlpInvest Partners, de investeringsmaatschappij van de pensioenfondsen Algemeen Burgerlijk Pensioenfonds (ABP) en het Pensioenfonds Zorg en Welzijn (PFZW, voorheen PGGM) de nog resterende 45% van de aandelen over. CVC bracht Wavin in oktober 2006 naar de beurs.
Op 22 november 2011 bracht het Mexicaanse chemiebedrijf Mexichem een bod uit op alle aandelen Wavin van € 8,50 per stuk of € 440 miljoen in totaal. De directie en ook diverse aandeelhouders wezen het bod af en Mexichem verhoogde het bod eerst naar € 9 en later naar € 10 per aandeel. Op 8 februari 2012 kwamen Wavin en Mexichem tot overeenstemming met een finaal bod van € 10,50 of € 530 miljoen in totaal. De nieuwe combinatie zal een jaaromzet krijgen van € 4,0 miljard in kunststof leidingsystemen en oplossingen. Wavin zal een separaat bedrijf blijven met het hoofdkantoor in Zwolle, zo ook wordt de Wavin merknaam behouden en het R&D-innovatiecentrum in Nederland. Eind mei 2012 maakt Mexichem bekend ruim 97% van de Wavin aandelen in bezit te hebben en op 12 juli 2012 verdween het aandeel van de effectenbeurs.

## Financiële resultaten
In de onderstaande figuur een overzicht van de financiële resultaten van Wavin van 2003 tot 2011:
| Jaar | Omzet          | Bedrijfsresultaat | Netto rentekosten | Nettoresultaat |
| ---- | -------------- | ----------------- | ----------------- | -------------- |
| 2011 | € 1327 miljoen | € 98,0 miljoen    | € 28,2 miljoen    | € 18,0 miljoen |
| 2010 | € 1231 miljoen | € 104,1 miljoen   | € 34,1 miljoen    | € 7,1 miljoen  |
| 2009 | € 1160 miljoen | € 47,5 miljoen    | € 35,4 miljoen    | € 1,8 miljoen  |
| 2008 | € 1581 miljoen | € 93,6 miljoen    | € 45,8 miljoen    | € 32,2 miljoen |
| 2007 | € 1619 miljoen | € 152,5 miljoen   | € 35,0 miljoen    | € 91,5 miljoen |
| 2006 | € 1502 miljoen | € 136,8 miljoen   | € 84,1 miljoen    | € 73,4 miljoen |
| 2005 | € 1331 miljoen | € 29,7 miljoen    |                   |                |
| 2004 | € 1020 miljoen | € 35 miljoen      |                   |                |
| 2003 | € 937 miljoen  | € 31 miljoen      |                   |                |

## Perikelen sloop voormalig hoofdkantoor

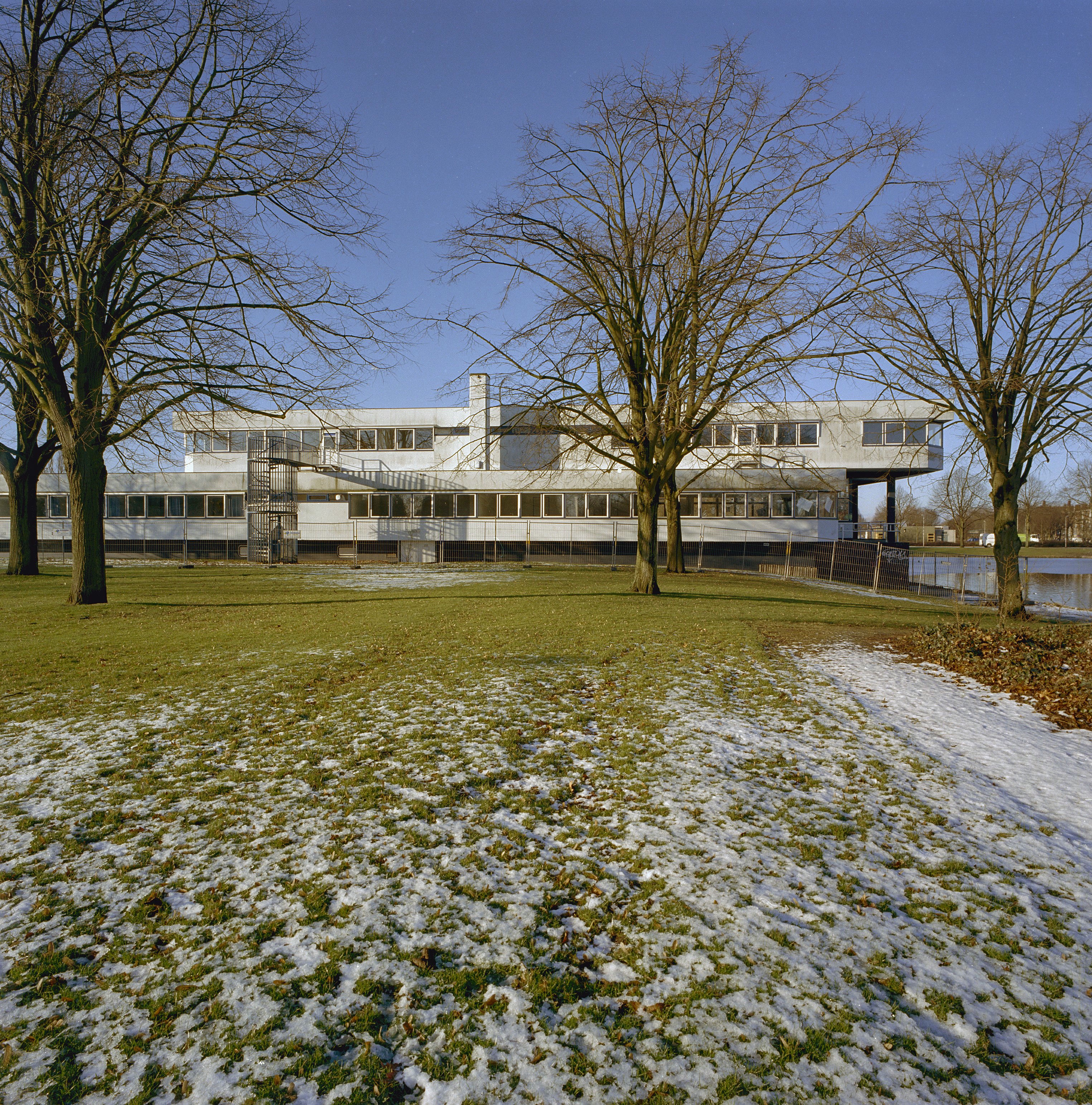
Het gesloopte Wavingebouw

Nadat Wavin in de jaren 90 vertrokken was naar een andere locatie in Zwolle, vatte de gemeente het plan op het gebouw te slopen om ter plekke ouderenhuisvesting te realiseren. Architect Jelles verzette zich tegen de voorgenomen sloop en daagde de gemeente meermalen voor de rechter. Uiteindelijk konden Jelles en na zijn overlijden zijn erfgenamen ook met een beroep op de auteursrechtelijke persoonlijkheidsrechten de sloop van zijn creatie niet voorkomen.
De Hoge Raad maakte in 2004 uit in het Wavin- of Jelles/Zwolle-arrest dat de totale vernietiging van een voorwerp waarin een auteursrechtelijk beschermd werk is belichaamd, niet kan worden aangemerkt als een aantasting van het werk in de zin van artikel 25 lid 1 sub d Aw: vernietiging valt níet onder misvorming of schade aan de reputatie van de maker. Desalniettemin komt de eigenaar daarmee niet zo maar weg. Voor een vernietiging moet hoedanook een gegronde reden bestaan. Tevens dient een eigenaar zich de gerechtvaardigde belangen van de architect (ten minste) in zoverre aantrekken dat hij het bouwwerk voor de sloop behoorlijk documenteert, of de architect daartoe voldoende gelegenheid geeft. Onder omstandigheden kan vernietiging van een exemplaar van een creatie daarentegen nog wel misbruik van recht opleveren of onrechtmatig zijn jegens de maker.
Op de plek van het Wavingebouw werd in 2006 het woonzorgcentrum Fermate gerealiseerd.

## Naslagwerk
- Wavin De geschiedenis van een idee, Drukkerij Waanders te Zwolle.